# Hanwula (socken i Kina, lat 41,53, long 112,88)
Hanwula (kinesiska: 韩勿拉, 韩勿拉乡) är en socken i Kina. Den ligger i den autonoma regionen Inre Mongoliet, i den norra delen av landet, omkring 130 kilometer nordost om regionhuvudstaden Hohhot.
Genomsnittlig årsnederbörd är 502 millimeter. Den regnigaste månaden är juli, med i genomsnitt 134 mm nederbörd, och den torraste är januari, med 2 mm nederbörd.